# Landwirtschaftskammer Vorarlberg
Die Landwirtschaftskammer Vorarlberg (LK) ist die gesetzliche Vertretung der Land- und Forstwirte in Vorarlberg. Die Landwirtschaftskammer ist eine Körperschaft öffentlichen Rechts und Teil der Dachorganisation: Präsidentenkonferenz der Landwirtschaftskammern Österreichs. Die Landwirtschaftskammer Vorarlberg ist zusammen mit den anderen Landwirtschaftskammern der anderen Bundesländer in Österreich und mit der Wirtschaftskammer, Arbeiterkammer und dem Gewerkschaftsbund Teil der Sozialpartnerschaft, die nach dem Ende des Zweiten Weltkrieges eingerichtet wurde.

## Geschichte
Nachdem bereits 1819 in der Steiermark (nach Vorbildern in Frankreich, England und Deutschland) eine Organisation der Landwirte gegründet wurde, folgte 1838 auch Tirol und Vorarlberg. Die Aufgaben war vorrangig die Landeskulturförderung. Die Interessens- und Standesvertretung erfolgte nur ansatzweise.
Am 3. August 1862 erfolgte die Gründung eines Landwirtschaftlichen Vereins für Vorarlberg.
1911 wurde in Vorarlberg ein Landeskulturrat gegründet (Gesetz vom 28. Juni 1911. In Tirol bereits 1881, Oberösterreich 1886, Niederösterreich 1905, Kärnten 1910). Der Landeskulturrat ist eine direkte Vororganisation der Vorarlberger Landwirtschaftskammer.
Durch das Gesetz über die Errichtung der Bauernkammer (1923) wurde der Landeskulturrat in eine öffentlich-rechtliche Einrichtung umgewandelt.
Ab dem Jahr 1923 bildeten die einzelnen Landesorganisationen gemeinsam die Präsidentenkonferenz der landwirtschaftlichen Körperschaften Österreich. Durch den Anschlusses an das Dritte Reich wurde die Präsidentenkonferenz 1938 aufgelöst und durch den Reichsnährstand ersetzt.
Mit dem Landes-Gesetz vom 4. Dezember 1935 über die Errichtung des Berufstandes Land- und Forstwirtschaft in Lande Vorarlberg wurde in Ausführung des Artikel I des Bundesgesetzes über die Errichtung des Berufsstandes Land- und Forstwirtschaft vom 13. Juli 1935 die Vorarlberger Bauernkammer (kurz: Bauernkammer, direkte Vorläuferin der Vorarlberger Landwirtschaftskammer) als Körperschaft öffentlichen Rechts mit Rechtspersönlichkeit geschaffen. Aufgabe war in wirtschaftlicher Hinsicht die Aufgaben des Vorarlberger Bauernbundes zu besorgen. Diese Bauernkammer bestand nur von 1935 bis 1938.
Nach dem Zweiten Weltkrieg wurden die Landwirtschaftskammer Vorarlberg im Jahr 1949, vorerst nach der Gesetzeslage vom 5. März 1934, wieder hergestellt.

## Organisation

### Aufgabe, Zweck
Die Landwirtschaftskammer ist zur Vertretung und Förderung der Land- und Forstwirtschaft sowie der wirtschaftlichen, beruflichen, sozialen und kulturellen Interessen der Berufsangehörigen der Land- und Forstwirtschaft berufen (eine kombinierte Arbeitgeber- und Arbeitnehmervertretung).
Die Aufgaben der Landwirtschaftskammer in Vorarlberg gliedern sich in einen eigenen und einen übertragenen Wirkungsbereich.

#### Eigner Wirkungsbereich
Der eigene Wirkungsbereich umfasst nach § 6 Abs. 1 iVm § 7 Landwirtschaftskammergesetz insbesondere:
- Vertretung der Interessen der allgemeinen Land- und Forstwirtschaft und der Mitglieder der Landwirtschaftskammer,[13]
- Förderung der Land- und Forstwirtschaft[14]
- Förderung der wirtschaftlichen, beruflichen, sozialen und kulturellen Interessen ihrer Mitglieder,[15]
- Anhörung zu Entwürfen zu Gesetzen, die Interessen der Land- und Forstwirtschaft sowie der land- und forstwirtschaftlichen Dienstgeber oder Dienstnehmer mittelbar oder unmittelbar berühren könnten[16]
- sowie alle anderen Angelegenheiten, die der Landwirtschaftskammer durch Gesetz oder Verordnung des Landes oder des Bundes zur Besorgung im eigenen Wirkungsbereich übertragen werden.

Die Angelegenheiten des eigenen Wirkungsbereiches sind aufgrund der Gesetze und Verordnungen des Landes unter der Aufsicht der Landesregierung, jedoch frei von Weisungen staatlicher Organe, zu besorgen.

#### Übertragener Wirkungsbereich
Der übertragene Wirkungsbereich umfasst die Angelegenheiten, die die Landwirtschaftskammer aufgrund der Gesetze und Verordnungen des Landes oder des Bundes im Auftrag und nach den Weisungen des Landes (der Landesregierung) oder des Bundes zu besorgen hat.

### Gliederung
Die Landwirtschaftskammer gliedert sich in die Sektion der Land- und Forstwirte (Unternehmer) und die Sektion der land- und forstwirtschaftlichen Dienstnehmer.

#### Mitglieder
Die Mitgliedschaft zu den Landwirtschaftskammern ist landesgesetzlich geregelt. Mitglieder der Landwirtschaftskammern sind nach § 5 des Vorarlberger Landwirtschaftskammergesetz z. B.:
- Die Eigentümer von land- und forstwirtschaftlich genutzten Flächen,
- Betreiber einer Land- oder Forstwirtschaft (Ackerbau, Grünland- und Alpwirtschaft, Tierzucht, Tierhaltung und Milchwirtschaft, Wein-, Obst-, Gemüse- und Gartenbau, Pilzzucht, Imkerei, Waldwirtschaft, Betrieb einer Baumschule, Jagd, Fischereiwirtschaft, Hilfs- und Nebenbetriebe),[20]
- Familienangehörige sofern sie in diesen Betrieben hauptberuflich tätig sind,
- Land- und forstwirtschaftliche Erwerbs- und Wirtschaftsgenossenschaften und deren leitende Angestellte,
- Dienstnehmer in land- und forstwirtschaftlichen Betrieben (eingeschränkt auch Saisonarbeiter).

Die Mitgliedschaft ist eine Pflichtmitgliedschaft, ähnlich den anderen Kammern. Die Kammermitglieder haben ein Wahlrecht innerhalb der Kammer, wo Wahlen einzelner Mitglieder vorgesehen sind. Dies ist vor allem die Wahl in die Vollversammlung, die alle fünf Jahre stattfindet. 2013 waren rund 16.000 Personen Mitglied in der Vorarlberger Landwirtschaftskammer.

#### Kammerorgane
Nach § 15 Landwirtschaftskammergesetz sind die Organe der Landwirtschaftskammer:
- die Vollversammlung,
- die Sektionsversammlung der Land- und Forstwirte,
- die Sektionsversammlung der land- und forstwirtschaftlichen Dienstnehmer,
- der paritätische Ausschuss,
- der Kontrollausschuss,
- das Präsidium,
- der Präsident.

##### Vollversammlung
Die Vollversammlung ist das oberste Gremium der Vorarlberger Landwirtschaftskammer. Die Vollversammlung besteht nach § 16 Landwirtschaftskammergesetz aus 19 Mitgliedern (Landwirtschaftskammerfunktionäre / Kammerräte). Die Wahlen in die Landwirtschaftskammer finden zwar unmittelbar, frei und geheim nach den Grundsätzen der Verhältniswahl statt, jedoch getrennt für den Wahlkörper der Land- und Forstwirte und den Wahlkörper der land- und forstwirtschaftlichen Dienstnehmer.
14 Wahlwerber werden im Wahlkörper der Land- und Forstwirte (Unternehmer) und fünf im Wahlkörper der land- und forstwirtschaftlichen Dienstnehmer gewählt (ungleich gewichtetes Klassenwahlrecht).
Der Vollversammlung obliegen nach § 16 Abs. 4 Landwirtschaftskammergesetz alle in den eigenen Wirkungsbereich der Landwirtschaftskammer fallenden Angelegenheiten, soweit sie nicht durch Gesetz oder Verordnung ausdrücklich anderen Organen der Landwirtschaftskammer vorbehalten sind.
Aktuell gehören der Vollversammlung 16 Mitglieder der ÖVP-Teilorganisation Bauernbund an und drei Mitglieder der FPÖ-nahen „Freiheitlichen und unabhängigen Bauern Vorarlberg“. Sozialdemokraten, Liberale und Grüne sind nicht vertreten. Dies entspricht in etwa dem Verhältnis, welches seit Jahrzehnten bei den Kammerwahlen erreicht wird. Von den 19 Kammerfunktionären sind 17 Männer und zwei Frauen.

##### Fachausschüsse
Zur Vorberatung kann nach § 16 Abs. 5 Landwirtschaftskammergesetz die Vollversammlung Fachausschüsse bilden. Ein Ausschuss besteht aus mindestens fünf Mitgliedern, von denen mindestens vier Mitglieder der Sektion der Land- und Forstwirte und mindestens ein Mitglied der Sektion der land- und forstwirtschaftlichen Dienstnehmer angehören müssen.
Es bestehen aktuell 11 Ausschüsse:
- Ausschuss für Bergbauernfragen und Alpwirtschaft (sieben Ausschussmitglieder),
- Ausschuss für Betriebswirtschaft und Leistungsabgeltung (sechs Ausschussmitglieder),
- Ausschuss für Forst und Jagd (fünf Ausschussmitglieder),
- Ausschuss für internationale Beziehungen (fünf Ausschussmitglieder),
- Ausschuss für Jugend und Bildung (vier Ausschussmitglieder),
- Ausschuss für Milchwirtschaft (acht Ausschussmitglieder),
- Ausschuss für Personal und Finanzen (sechs Ausschussmitglieder),
- Ausschuss für Pflanzenbau (drei Ausschussmitglieder),
- Ausschuss für Soziales und Betriebshilfe (vier Ausschussmitglieder),
- Ausschuss für Umwelt, Biologische Produktion und Marketing (sechs Ausschussmitglieder),
- Ausschuss für Viehwirtschaft (sechs Ausschussmitglieder).

Jedem Ausschuss sind beratende Mitglieder zugeordnet. Daneben bestehen noch zwei gesetzlich zwingend vorgesehene Ausschüsse: der Paritätische Ausschuss und der Kontrollausschuss (siehe unten).

##### Pflichten und Rechte der Landwirtschaftskammerfunktionäre
Die Landwirtschaftskammerfunktionäre (Kammerräte) sind gemäß § 14 Landwirtschaftskammergesetz ehrenamtlich zum Wohle der Mitglieder und der Kammer tätig.

##### Sektion und Sektionsversammlung der Land- und Forstwirte
Nach § 17 Abs. 1 Landwirtschaftskammergesetz besteht die Sektion der Land- und Forstwirte aus jenen Mitgliedern, die im Wahlkörper der Land- und Forstwirte wahlberechtigt sind.
Die Sektion ist eine eigene Rechtspersönlichkeit.
Die Sektionsversammlung besteht aus den im Wahlkörper der Land- und Forstwirte gewählten Mitgliedern der Vollversammlung.

##### Sektion und Sektionsversammlung der land- und forstwirtschaftlichen Dienstnehmer
Nach § 18 Abs. 1 Landwirtschaftskammergesetz besteht die Sektion der land- und
forstwirtschaftlichen Dienstnehmer aus jenen Mitgliedern, die im Wahlkörper der land- und forstwirtschaftlichen Dienstnehmer wahlberechtigt sind.
Die Sektion ist eine eigene Rechtspersönlichkeit.
Die Sektionsversammlung besteht aus den im Wahlkörper der land- und forstwirtschaftlichen Dienstnehmer gewählten Mitgliedern der Vollversammlung.

##### Paritätischer Ausschuss
Der paritätische Ausschuss der Vorarlberger Landwirtschaftskammer besteht aus dem Präsidenten als Vorsitzendem und je fünf Mitgliedern der Sektionsversammlungen (somit elf Personen).
Aufgabe ist die selbständig und endgültig Entscheidung bei sonstigen Angelegenheiten der §§ 17 Abs. 3 lit. b und 18 Abs. 3 lit. b Landwirtschaftskammergesetz, welche die ausschließlich oder vorwiegend die Interessen der Mitglieder einer Sektion der Arbeitgeber und Arbeitnehmer berühren und wenn eine der beiden Sektionen die Zuweisung an den paritätischen Ausschuss verlangt.

##### Kontrollausschuss
Der Kontrollausschuss überwacht die finanzielle Gebarung der Kammer in Hinblick auf die ziffernmäßigen Richtigkeit, Rechtmäßigkeit, Sparsamkeit, Wirtschaftlichkeit und Zweckmäßigkeit der Gebarung der Landwirtschaftskammer Der Kontrollausschuss wird von der Vollversammlung aus ihrer Mitte für die Dauer ihrer Funktionsperiode gewählt und besteht aus mindestens fünf Mitgliedern (aktuell: sechs Mitglieder), wobei beide Sektionen vertreten sein müssen.

##### Präsidium
Das Präsidium der Vorarlberger Landwirtschaftskammer besteht aus dem Präsidenten und den beiden Vizepräsidenten.
Die Aufgaben des Präsidiums werden ihm durch eine Verordnung der Vollversammlung übertragen.

##### Präsident
Der Präsident wird nach § 12 Abs. 2 Landwirtschaftskammergesetz von der konstituierenden Versammlung gewählt. Der erste Vizepräsident wird über Vorschlag der Sektion der Land- und Forstwirte und der zweite Vizepräsident über Vorschlag der Sektion der land- und forstwirtschaftlichen Dienstnehmer gewählt. Als Präsident bzw. Vizepräsident sind nur österreichische Staatsbürger wählbar.
Der Präsident der Vorarlberger Landwirtschaftskammer vertritt die Kammer nach außen und führt die Geschäfte. Er ist Vorstand des Kammeramtes. Er ist für die Beachtung der gesetzlichen Vorschriften, die Einhaltung der Geschäftsordnung und die Durchführung der Beschlüsse verantwortlich und hat die Angelegenheiten des übertragenen Wirkungsbereiches zu besorgen.
Die Vollversammlung hat nach § 16 Abs. 8 Landwirtschaftskammergesetz das Recht, den Präsidenten sowie die Vizepräsidenten durch Beschluss abzuberufen, wenn dies von mindestens einem Drittel der Kammerräte schriftlich verlangt und von einer Mehrheit von zwei Dritteln aller Mitglieder der Vollversammlung getragen wird.

##### Weitere Einrichtungen

###### Kammeramt
Die Geschäfte der Kammerorgane werden durch das Kammeramt besorgt. Das Kammeramt wird in Unterordnung unter den Präsidenten vom Kammeramtsdirektor geführt.

###### Fachliche und örtliche Hilfsorgane
Zur Beratung der Organe der Landwirtschaftskammer kann die Vollversammlung nach § 24 Abs. 1 Landwirtschaftskammergesetz Beiräte für Fachangelegenheiten oder Angelegenheiten, die bestimmte Personengruppen betreffen, bestellen.
Die Landwirtschaftskammer hat nach § 24 Abs. 2 Landwirtschaftskammergesetz eine Organisation der weiblichen Berufsangehörigen (Bäuerinnenorganisation) zur Wahrnehmung und Vertretung ihrer Interessen einzurichten.
Die Landwirtschaftskammer kann nach § 24 Abs. 3 Landwirtschaftskammergesetz Fachverbänden beiziehen.

### Sitz
Der Sitz der Landwirtschaftskammer ist derzeit in der Landeshauptstadt Bregenz.

### Finanzierung

#### Beiträge
Die Aufgaben der Landwirtschaftskammer sind nach den Grundsätzen der Gesetzmäßigkeit, Sparsamkeit, Wirtschaftlichkeit und Zweckmäßigkeit zu besorgen. Die Vorarlberger Landwirtschaftskammer finanziert sich:
- durch Beiträge der Mitglieder (§ 27 Landwirtschaftskammergesetz),
- Kostenbeiträge für Dienstleistungen (§ 28 Landwirtschaftskammergesetz),
- Kostenersatz des Landes (§ 28a Landwirtschaftskammergesetz)

Im Jahr 2013 bestand ein direkt ausgewiesener Finanzbedarf von rund 5,4 Millionen Euro (100 %). Davon wurden:
- EURO 670.000 (rund 12,5 %) durch Kammerumlagen (Beiträge der Mitglieder),
- EURO 1.080.000 (rund 20 %) durch erbrachte Dienstleistungen,
- EURO 3.200.000 (rund 60 %) durch Zuschuss des Landes Vorarlberg, und
- EURO 400.000 (rund 7,5 %) durch Zuschuss des Bundes,

gedeckt.

#### Abgabenbegünstigung
Die Landwirtschaftskammer ist nach § 11 Landwirtschaftskammergesetz von Landes- und Gemeindeverwaltungsabgaben befreit und hinsichtlich aller sonstigen auf landesgesetzlicher Grundlage beruhenden Abgaben ist die Landwirtschaftskammer den Gemeinden gleichgestellt.

### Aufsicht
Die Landwirtschaftskammer ist zwar ein Selbstverwaltungskörper, unterliegt aber dennoch nach § 29 Landwirtschaftskammergesetz auch hinsichtlich der Besorgung ihrer Aufgaben im eigenen Wirkungsbereich einer Aufsicht der Vorarlberger Landesregierung.
Im übertragenen Wirkungsbereich ist die Vorarlberger Landwirtschaftskammer an die Weisungen der Landesregierung gebunden.

### Publikationsorgan
Die Vorarlberger Landwirtschaftskammer gibt eine eigene Zeitung für ihre Mitglieder heraus: „Unser Ländle“. Es ist dies eine Fachzeitschrift für den ländlichen Raum.
Die Landwirtschaftskammer Vorarlberg und die Ländle Qualitätsprodukte Marketing GmbH geben zusammen die Zeitschrift luag heraus. Es ist dies ein Konsumentenmagazin. Diese Zeitschrift erscheint viermal im Jahr als Beilage einer Wochenendausgabe der Vorarlberger Nachrichten und soll eine Reichweite von 80.000 Haushalten aufweisen.